# Сомерсет-Ист
Сомерсет-Ист — город в Восточно-Капской провинции ЮАР, в Капо-Мидлендс у подножия массива Бушберг; расположен в 185 км от города Порт-Элизабет на высоте 820 м над уровнем моря. Через город проходит дорога, соединяющая Ист-Лондон и Кейптаун. Сомерсет-Ист является популярныи курортом среди жителей побережья и окрестностей Порт-Элизабета. Достопримечательности города включают музей, художественный музей Уолтера Батисса и расположенный поблизости от города заповедник. В городе расположена также крупная стоянка для автоприцепов, оснащённая современным оборудованием. Численность населения Сомерсет-Иста и его окрестностей на протяжении последних лет относительно стабильна: в 2007 году она оценивалась в 16176 жителей — всего на примерно 500 больше, чем в 1996 году. При этом в 2013 году население, по оценкам, составляло 17908 человек, почти на 700 больше, чем в 2008 году, когда оно составляло 17271 человек.

## История
Первое европейское поселение в данной местности основал бур Виллем Принсло. Он поселился со своими людьми у Бушберга, очень близко к тому месту, где сейчас находится музей и где впоследствии была основана голландская реформатская церковь Сомерсет-Иста, в которой последовательно жили четыре её настоятеля. Принсло стал неофициальным лидером в этой местности, в которой поселилось также по крайней мере 20 других семей, в 1774 году. Они направили просьбу к голландским колониальным властям в Кейптауне основать здесь дом мэра (drostdy) и церковь и признать факт основания поселения. Так возникла деревня Грааф-Рейнет. В это время Принсло занял часть окрестных земель под свою ферму, а другой фермер по имени Отто основал свой дом в местности, ныне известной как Бестерхук. Позже сюда переехали семьи Тришаров и Бестерсов.
Лорд Чарльз Сомерсет (1767—1831), британский губернатор Капской колонии в период 1814 до 1826 год (к тому времени колония уже была передана англичанам), отклонил предложение бывших губернаторов сэра Джона Крэдока и Каледона об основании поселения на восточной границе колонии, решив построить ферму в непосредственной близости от неё в качестве эксперимента. Американскому ботанику доктору МакКриллу была поставлена задача найти подходящее место для её размещения с указанием трёх мест, в которых её возможно было бы основать: долины Гамтус, долины Шварткопс и Бушберга; он выбрал последнее. Ферма здесь была основана в 1815 году с целью развития животноводства в Капской колонии и с целью возможности регулярно доставлять свежее мясо к солдатам, служащим на границе колонии. Это место получило название Сомерсет-Фарм.
Десять лет спустя, в 1825 году, ферма была заброшена, но был построен новый дом градоначальника и основан город Сомерсет. Официальной датой основания города считается 11 марта 1825 года. Суффикс «Ист» был добавлен к его названию лишь около 30 лет спустя, дабы отличать от основанного Сомерсет-Уэста.
Сомерсет-Ист получил статус города в феврале 1884 года (по другим данным — в феврале 1837 года). Около города часто происходили сражения в период пограничных Кафрских войн. Ныне город является центром обработки шерсти и других отраслей производства, работающих на сельскохозяйственном сырье.

## Демография
Во время проведения переписи 2011 года правительством ЮАР площадь территории, относящейся к «городу Сомерсет-Ист», была определена в 71,27 км². Эта площадь почти в три раза больше, чем 24,12 км², которые были определены территорией, относящейся к городу, при проведении переписи 2001 года. Именно поэтому результаты этих двух переписей населения настолько несопоставимы. Общая численность населения, по данным переписи 2011 года, составила 13619 человек — на 5000 больше, чем население, которое участвовало в переписи на меньшей площади в 2001 году. Число чернокожих (6294) и «цветных» (5850) жителей почти одинаковое; 1338 жителей, согласно переписи, были белыми и 136 — индийцами и представителями других народов. Женщины составляли 52,49 % населения, мужчины — 47,51 %. Число говорящих на языке африкаанс было самой большой языковой группой в городе и насчитывало 7394 человека (56,78 %), в то время как на коса говорило 4933 человека (37,88 %), а на английском — всего 472 (3,62 %).